# Lixi'oidain Co
Lixi'oidain Co är en sjö i Kina. Den ligger i provinsen Qinghai, i den nordvästra delen av landet, omkring 1 000 kilometer väster om provinshuvudstaden Xining. Lixi'oidain Co ligger 4 870 meter över havet. Arean är 222 kvadratkilometer. Trakten runt Lixi'oidain Co består i huvudsak av gräsmarker. Den sträcker sig 13,1 kilometer i nord-sydlig riktning, och 27,1 kilometer i öst-västlig riktning.
Genomsnittlig årsnederbörd är 242 millimeter. Den regnigaste månaden är juli, med i genomsnitt 50 mm nederbörd, och den torraste är december, med 2 mm nederbörd.